# مشکین‌گربه جانستون
مشکین‌گربه جانستون (نام علمی: Genetta johnstoni) نام یک گونه از سرده مشکین‌گربه است.